# Vrhovo pri Žužemberku
Vrhovo pri Žužemberku (Duits: Freihau of Verchau) is een plaats in Slovenië en maakt deel uit van de gemeente Žužemberk in de NUTS-3-regio Jugovzhodna Slovenija. De plaats telde 29 inwoners op 1 januari 2020.